# Bronzi di Botorrita

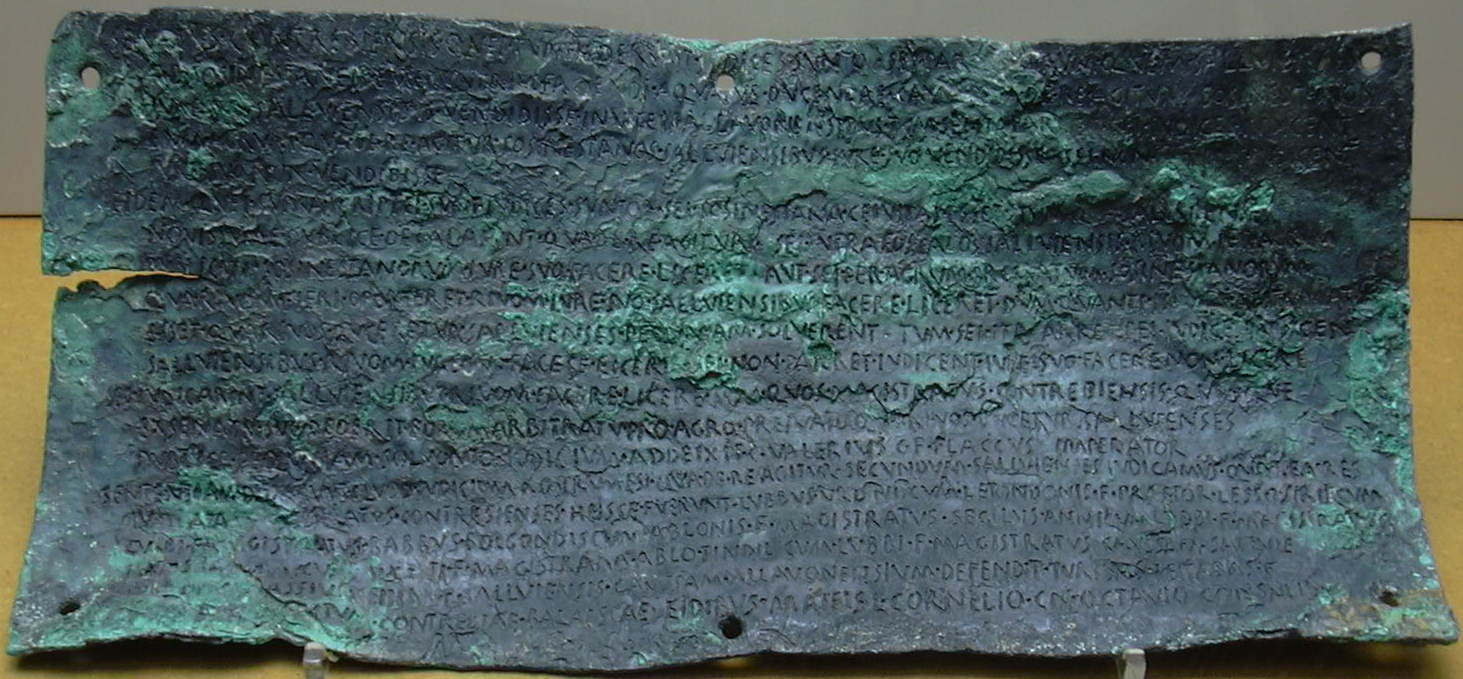
Il Bronzo II

I Bronzi di Botorrita sono alcune placche di bronzo ritrovate dagli archeologi nei pressi di Botorrita (Spagna). Redatte in alfabeto iberico, sono una tra le più importanti testimonianze della lingua celtiberica e, più ampiamente, delle lingue celtiche continentali. Sono state rinvenute nel sito dell'antica Contrebia Belaisca e vengono conservate al Museo provinciale di Saragozza.

## Il Bronzo I
La placca bronzea identificata come Bronzo I è stata rinvenuta nel 1970. Datata intorno al 70 d.C., misura 40x10 cm e reca iscrizioni su entrambi i lati. Quello indicato come "lato B" riporta un elenco di formule onomastiche. Il "lato A" offre invece un vero testo, solo parzialmente decifrato: si ritiene che riporti un testo legislativo, con divieti e relative sanzioni. Lo scritto, in lingua celtiberica, rappresenta una delle principali fonti per l'intera famiglia delle lingue celtiche continentali, delle quali le testimonianze sono assai scarse.
Dal punto di vista linguistico, l'iscrizione mostra sia tratti caratteristici e comuni a tutte le lingue celtiche (la perdita di /p/ a inizio parola, le alterazioni vocaliche, la vocalizzazione in /ri/ della /r/ vocalica, l'esito in sonore delle cosiddette "sonore aspirate" dell'indoeuropeo), sia elementi esclusivi, interpretati generalmente come arcaismi (le lingue celtiche insulari, quelle di più ampia attestazione, sono tutte infatti cronologicamente di molto posteriori alle continentali): tra le principali, la conservazione di dittonghi, l'assenza della doppia flessione, la presenza di posposizioni anziché preposizioni, il genitivo tematico in -o.

### Trascrizione del testo

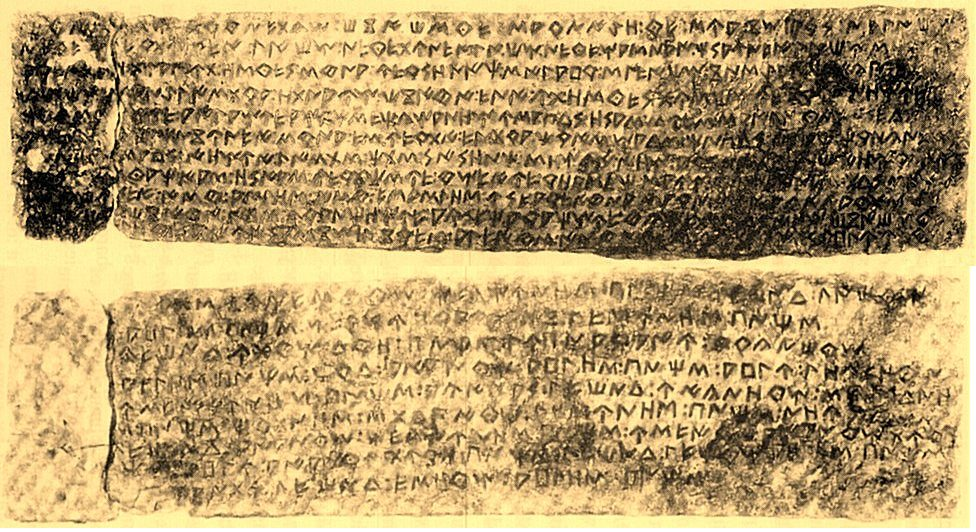
Le due facce del Bronzo I in un'elaborazione che rende più agevole la lettura dell'iscrizione

A.1. tirikantam bercunetacam tocoitoscue sarnicio cue sua combalcez nelitom
A.2. necue [u]ertaunei litom necue taunei litom necue masnai tizaunei litom soz aucu
A.3. arestaio tamai uta oscues stena uerzoniti silabur sleitom conscilitom cabizeti
A.4. cantom sancilistara otanaum tocoitei eni: uta oscuez boustomue coruinomue
A.5. macasiamue ailamue ambitiseti camanom usabituz ozas sues sailo custa bizetuz iom
A.6. asecati ambitincounei stena es uertai entara tiris matus tinbituz neito tiricantam
A.7. eni onsatuz iomui listas titas zizonti somui iom arznas bionti iom custaicos
A.8. arznas cuati ias ozias uertatosue temeiue robiseti saum tecametinas tatuz somei
A.9. enitouzei iste ancios iste esancios uze areitena sarniciei acainacubos
A.10. nebintor tocoitei ios ur antiomue auzeti aratimue tecametam tatuz iom tocoitoscue
A.11. sarniciocue aiuizas combalcores aleites iste icues ruzimuz abulu ubocum
B.1. lubos counesicum melnunos bintis letontu litocum
B.2. abulos bintis melmu barauzanco lesunos bintis
B.3. letontu ubocum turo bintis lubinaz aiu bercanticum
B.4. abulos bintis tirtu aiancum abulos bintis abulu louzocum
B.5. uzeisunos bintis acainaz letontu uicanocum suostuno/s
B.6. bintis tirtanos statulicum lesunos bintis nouantutaz
B.7. letontu aiancum melmunos bintis useizu aiancum tauro [bin]/tis
B.8. abulu aiancum tauro bintis letontu leticum abulos bintis
B.9. [ ]ucontaz letontu esocum abulos bintis

## Il Bronzo II
Quello identificato come Bronzo II è l'unica iscrizione interamente tradotta: redatta in latino, è datata 87 d.C. Anch'esso un testo giudiziario, è stato ritrovato tra Saragozza e Alagón.

## Il Bronzo III

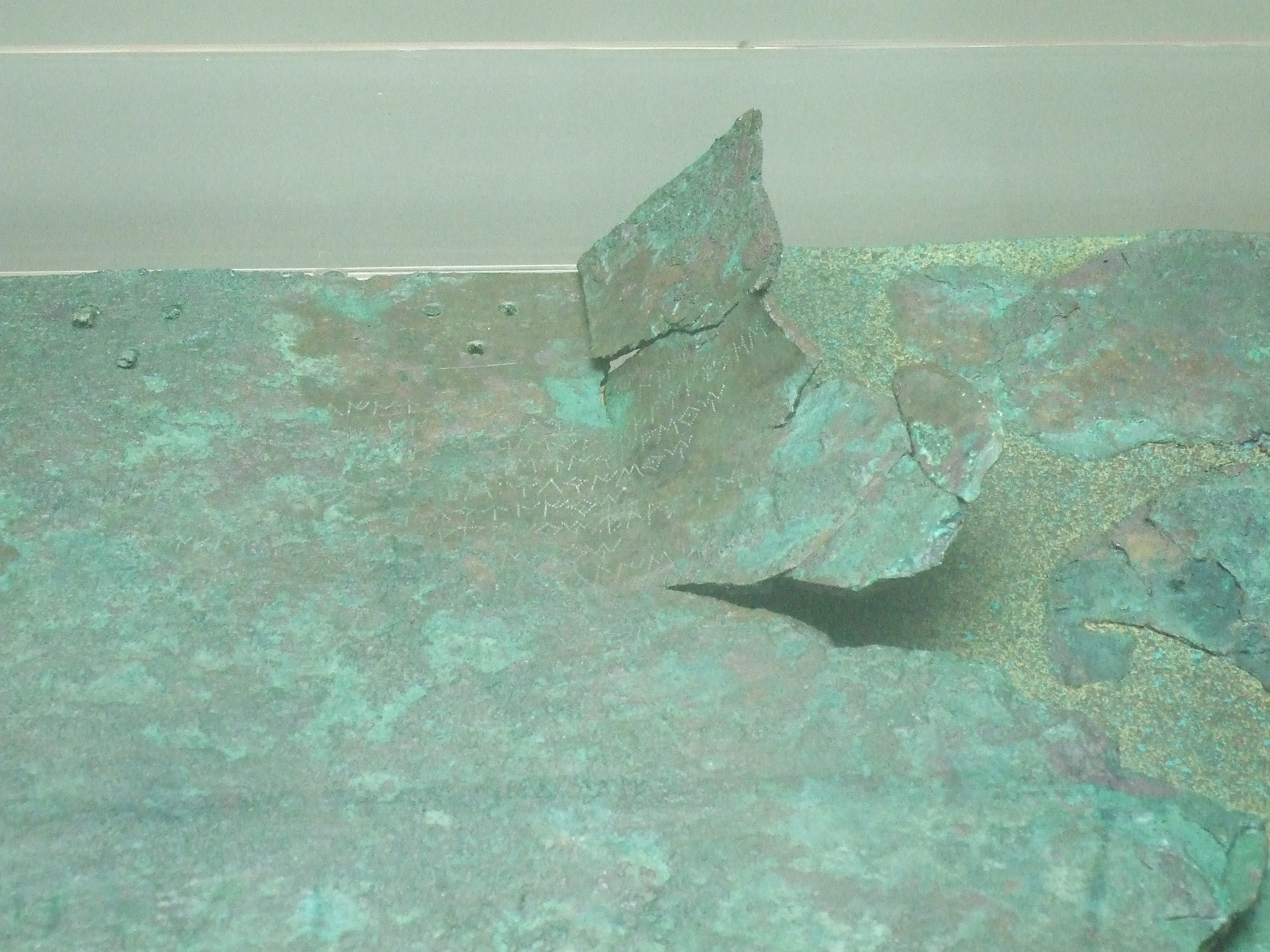
Il Bronzo III (dettaglio)

Rinvenuta nel 1992, la lamina detta Bronzo III è gravemente corrosa, tanto che una lettura completa è possibile solo ai raggi X. La placca è priva di un pezzo, anche se la parte scritta si presenta completa.
Il contenuto è una lunga lista di nomi propri celtiberi, disposti su quattro colonne su un lato della lastra. L'ipotesi più accreditata è che si tratti di un elenco dei duecento abitanti, uomini e donne, di Contrebia Belaisca.

## Il Bronzo IV
Il Bronzo IV è stato ritrovato nel 1994 a Jaulín, in un cumulo di terreno riportato in seguito a lavori di ampliamento stradale: per questo non è possibile determinarne la datazione stratigrafica, anche se è stato collocato tra la fine del II e l'inizio del I secolo a.C. Non si presenta integro: a essere arrivata fino a noi è solo la parte centrale del bronzo, di 14x16 cm; è inciso su entrambi i lati in alfabeto iberico e il testo è in lingua celtiberica.

### Trascrizione del testo
| Secondo Francisco Villar e Carlos Jordán (2001) | Secondo Francisco Beltrán Lloris (2001) |
| Lato A | Lato A |
| 1. [---]tam tirikantam : entorkue : toutam[---] 2. [---]sua kombal[.]z : bouitos : ozeum : + ---] 3. [---]i : turuntas : tirikantos : kustai : bize+[---] 4. [---]a : karalom : aranti : otenei : ambi++[---] 5. [---]kom : atibion : taskue+[c.3]a[+]s[---] 6. [---]kue : usimounei : [---] 7. [---]karalom : ios : lu[.]e[.]s[---] 8. [---][c.2]oi+u[..]ti … esta[..]+[---] 9. [---]uta : +[c.4][.]kue[---] 10. [---]ti[c.2]n[.]e[---] | 1. [---]tam tirikantam : entorkue : toutam[---] 2. [---]+ : s++ kom+l++ : +uitos : ozeum : ku[---] 3. [---]i : turuntas : tirikanto+ : kustai : bize+[---] 4. [---]+ : karalom : arantiotenei : ambi++[---] 5. [---]kom : atibion : taskue+s++a++[---] 6. [---]kue : usimounei : [---] 7. [---]+r+lom : ios : lu++s[---] 8. [---]+[c.2]on : +ti : esta++e[---] 9. [---]uta : to[c.4]kue[---] 10. [---]ti[c.2]n++[---] |
| Lato B | Lato B |
| 1. [---]e[c.2] i[---] 2. [---]atuz : uta : e[---] 3. isum : [c.3]ti : +[---] 4. [---]++++olo+++ : iom : u[---] 5. [---]+[c.3]toke+++ta : +ue : tizatuz[---] 6. [---][c.2]l[c.3]lez+l+toioan[---] 7. [---]toruonti : stoteroi : tas++[---] 8. [---]ko[c.4]esusimo++o+[c.3] [---] | 1. [---]atuz uta : +[---] 2. ++um : [c.3]ti+[---] 3. [---]s++olo++++om : uta[---] 4. [---][c.3]+++tinta mue tizatuz[---] 5. [---][c.2]+[c.3]lez+l+oioan[---] 6. [---][c.2]tor+onti : stoteroi : tas : +[---] 7. [---]ko++bez esusimo++o+[c.3][---] |